# الجزازرة
قرية الجزازرة هي إحدى القرى التابعة لمركز المراغة بمحافظة سوهاج في جمهورية مصر العربية. حسب إحصاءات سنة 2006، بلغ إجمالي السكان في الجزازرة 19957 نسمة، منهم 10344 رجل و9613 امرأة.